# Dominic Hanselmann
Dominic Hanselmann (3 ottobre 1986) è un ex giocatore di football americano tedesco, che ha giocato come wide receiver.
Dopo aver giocato per le squadre giovanili dei Franken Knights si trasferisce nel 2006 ai Dresden Monarchs e da lì nei 3 anni successivi ai Cologne Falcons, ai Kiel Baltic Hurricanes e ai Braunschweig Lions. Nel 2010 passa ai Düsseldorf Panther, dove rimane 3 stagioni prima di tornare ai Lions e, nel 2015, andare a chiudere la carriera agli Hamburg Huskies.
È figlio di Martin Hanselmann, ex allenatore della nazionale tedesca.

## Palmarès
- 2 Europei (2010, 2014)
- 2 German Bowl (New Yorker Lions: 2013, 2014)